# پیسکایه
پیسکایه (به صربی: Piskalje) یک منطقهٔ مسکونی در صربستان است که در پروکوپلیه واقع شده‌است. پیسکایه ۳۰ نفر جمعیت دارد.